# François Adolphe Akermann
François Adolphe Akermann, né le 7 novembre 1809 à Paris, est un financier, régent de la Banque de France du 27 janvier 1859 au 28 mars 1890 jour de sa mort.

## Biographie

### Origines et descendance
Petit-fils d'André Joseph Bernard Akermann (1743-1824), receveur général des finances de l'arrondissement de Namur, bourgmestre et châtelain de Boneffe (royaume des Pays-Bas, actuelle commune d'Éghezée), fils de François Joseph Akermann (1772-1848), receveur général des finances du département de Sambre-et-Meuse (1808-1814) puis des Ardennes (1815-1833), sa sœur Pauline Akermann épousera Jules Collart-Dutilleul, procureur général près la Cour des comptes, et sera la mère de François-Ernest Dutilleul.

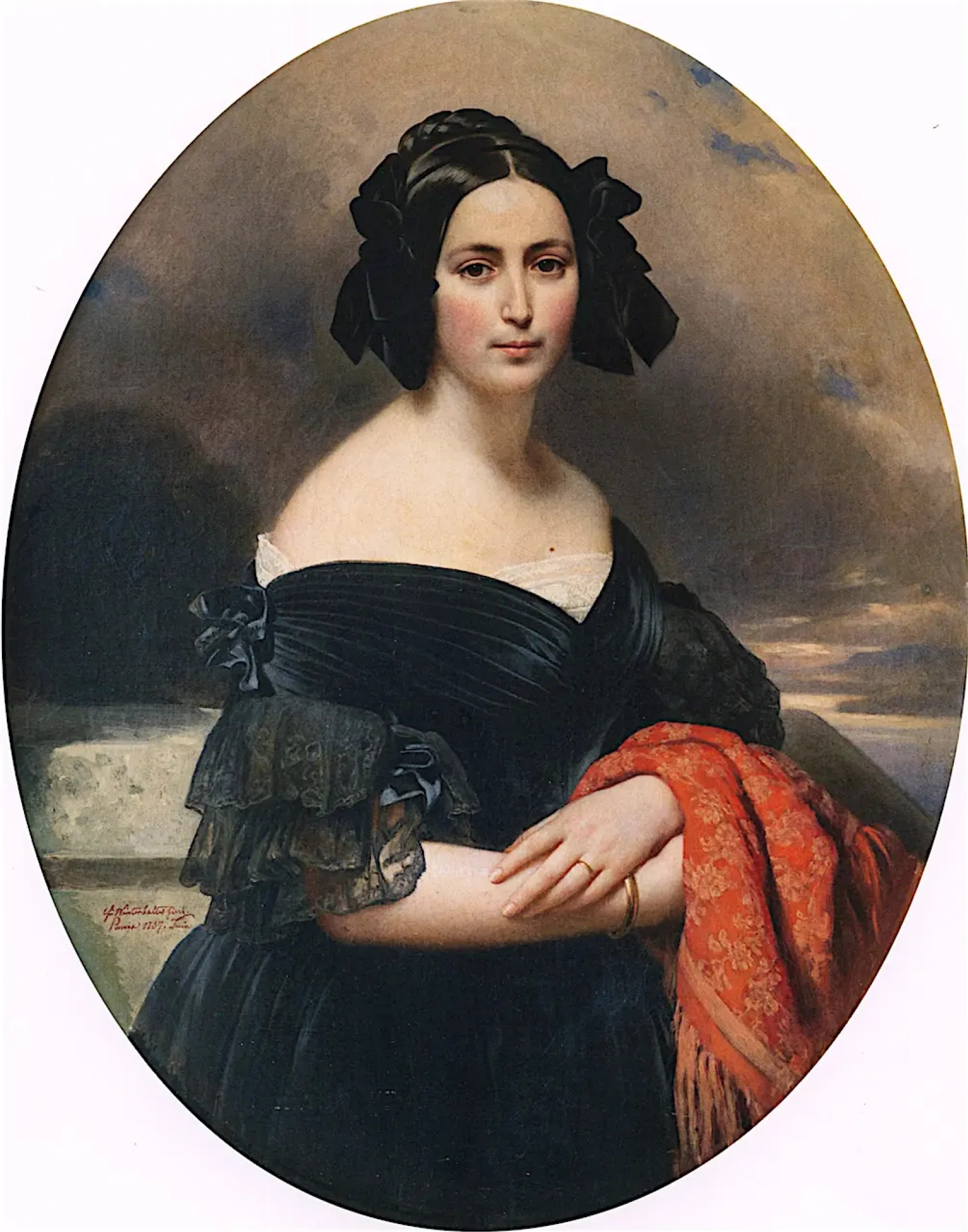
Louise Marie Boquet de Saint-Simon, peinte par Winterhalter en 1837, peu après son mariage avec Akermann.

Marié à Louise Marie Boquet de Saint-Simon en 1836, François Adolphe Akermann aura une fille qui épousera le vicomte Hippolyte Jaubert, fils de Hippolyte François Jaubert. À la mort de son frère Aimé Bernard Auguste Akermann en 1855, il deviendra tuteur de ses neveux François Auguste (1850-1867) et Bernard François Eugène Akermann (1853-1938) (d'où postérité).
Lors du mariage d'Henriette Akermann, en 1877, avec le vicomte Henri de Bouillé, sa famille reçoit les éloges du « comte de Chambord » (« Henri V » pour les légitimistes) dans une lettre écrite par ce dernier au père du marié (écrite à Frohsdorf le 25 juillet 1877).

### Carrière
Formé à la comptabilité générale du ministère des Finances, puis assistant de son père, François Adolphe Akermann devient receveur général des finances du département de la Dordogne en 1834 à l'âge de 25 ans. Habile financier, comme l'était son père selon le biographe Victor Lacaine, François Adolphe connaît un succès croissant et est rapidement muté dans la Sarthe (1838), département où est situé le domaine familial de Coulonge, à Rahay, qu'il fait entièrement reconstruire. Il est également maire de Rahay après son père et ses frères Aimé-Bernard et Paul.
Par la suite receveur général de la Meurthe en 1845 puis du Nord en 1858, il est nommé trésorier-payeur général de ce même département en 1866.
Régent de la Banque de France de 1859 à 1878, il est sous-gouverneur de la Banque de France par intérim du 27 décembre 1870 au 4 janvier 1871, en même temps qu'Adrien Le Bègue de Germiny et Auguste Legrand de Villers.
François Adolphe Akermann meurt en 1890 dans sa résidence 27 avenue Montaigne à Paris, il est commandeur de l'ordre de la Légion d'honneur.